# XV wiek
XIV wiek <> XVI wiek
Lata 1400. • Lata 1410. •  Lata 1420. • Lata 1430. • Lata 1440. • Lata 1450. • Lata 1460. • Lata 1470. • Lata 1480. • Lata 1490.
1401 1402 1403 1404 1405 1406 1407 1408 1409 1410 1411 1412 1413 1414 1415 1416 1417 1418 1419 1420 1421 1422 1423 1424 1425 1426 1427 1428 1429 1430 1431 1432 1433 1434 1435 1436 1437 1438 1439 1440 1441 1442 1443 1444 1445 1446 1447 1448 1449 1450 1451 1452 1453 1454 1455 1456 1457 1458 1459 1460 1461 1462 1463 1464 1465 1466 1467 1468 1469 1470 1471 1472 1473 1474 1475 1476 1477 1478 1479 1480 1481 1482 1483 1484 1485 1486 1487 1488 1489 1490 1491 1492 1493 1494 1495 1496 1497 1498 1499 1500

## Wydarzenia historyczne

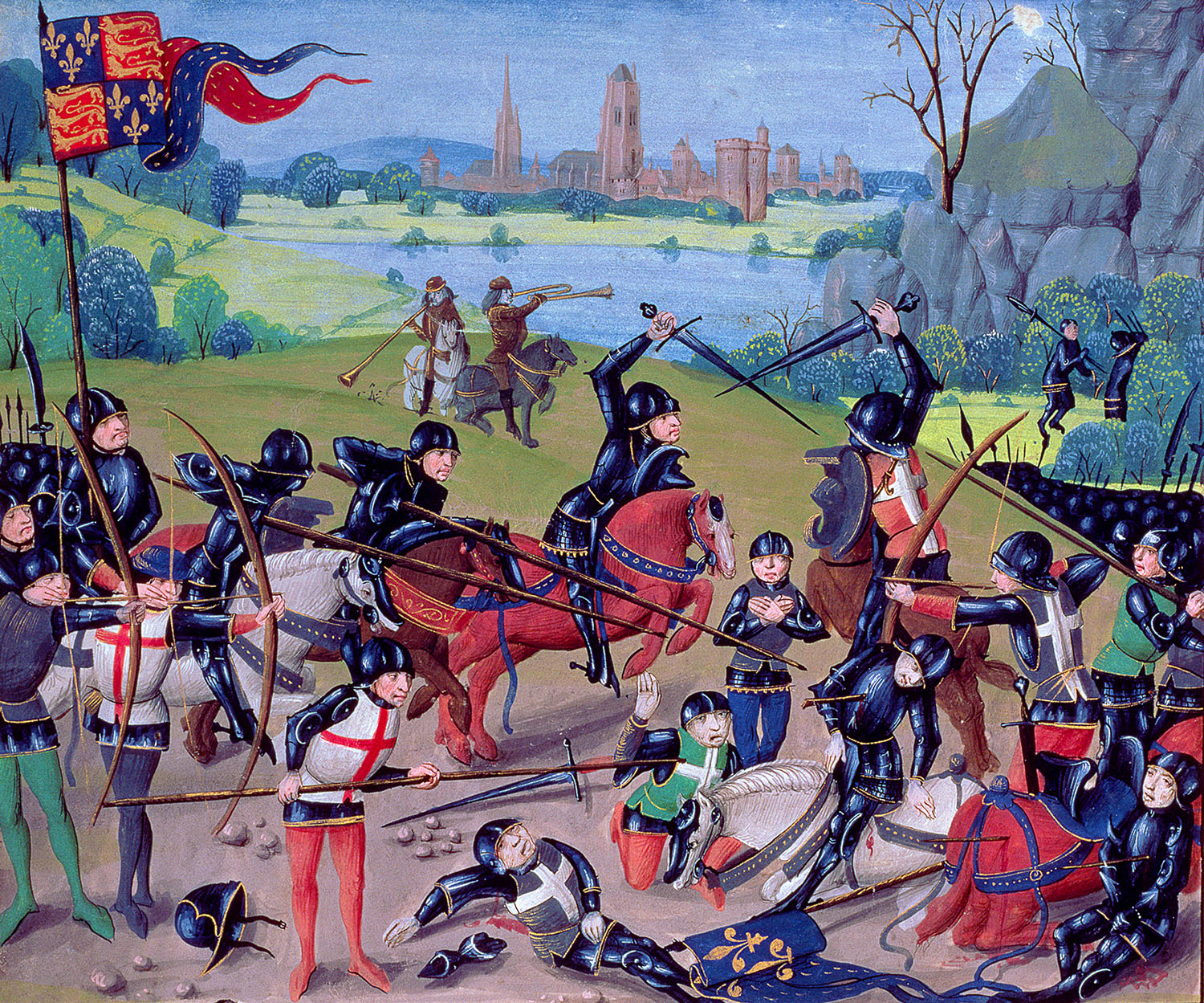
Bitwa pod Azincourt

- 1401 – unia wileńsko-radomska (18 stycznia)
- 1402 – Kastylijczycy: Jean de Béthencourt i Gadifer de la Salle odkryli Wyspy Kanaryjskie (maj)
- 1403 – w bitwie pod Shrewsbury król Anglii Henryk IV pokonał rebeliantów pod wodzą Harry’ego Hotspura (21 lipca)
- 1404 – Innocenty VII został wybrany papieżem (17 października)
- 1405 – kupiecka rodzina Römerów sprzedała miastu Frankfurt nad Menem budynek, który do dzisiaj pełni funkcję miejskiego ratusza (11 marca)
- 1406 – rozpoczęcie budowy Zakazanego Miasta w Pekinie
- 1407 – Ulrich von Jungingen został wielkim mistrzem Zakonu Krzyżackiego (26 czerwca)
- 1408 – Wojna Appenzellu: klęska wojsk szwajcarskich w bitwie pod Bregencją ze szwabskim rycerstwem (13 stycznia)
- 1409 – Sobór w Pizie (25 marca)
- 1409–1411 Wielka wojna z zakonem krzyżackim
- 1410 – bitwa pod Grunwaldem (15 lipca)
- 1411 – Zygmunt Luksemburski został królem Niemiec (21 lipca)
- 1412 – ród Medyceuszy został wskazany jako oficjalny bankier papiestwa (16 stycznia)
- 1413 – w Paryżu wybuchło powstanie ludowe pod wodzą rzeźnika Simona Caboche’a (27 kwietnia)
- 1414–1418 – Sobór w Konstancji
- 1415
  - Jan Hus podstępnie pojmany, torturowany i spalony na stosie 6 lipca podczas soboru w Konstancji
  - bitwa pod Azincourt (25 października)
  - Portugalczycy wyparli Maurów z marokańskiej enklawy Ceuta
- 1415–1419 – walki o ziemie albańskie pomiędzy Republiką Wenecką a Imperium Osmańskim
- 1416 – flota wenecka starła się z flotą turecką koło Dardaneli (29 maja)
- do 1417 – Turcy opanowali większość terytorium albańskiego (od północnego Epiru aż po Kruję w środkowej Albanii)
- 1418 – Paryż został zdobyty i złupiony przez Burgundczyków (maj)
- 1419 – lud Andory uzyskał zgodę na powołanie lokalnego parlamentu
- 1419–1436 – wojny husyckie
- 1420 – papież Marcin V wydał bullę wzywającą katolików do zorganizowania krucjaty antyhusyckiej (1 marca)
- 1421 – w chiński Nowy Rok cesarz Yongle dokonał otwarcia Zakazanego Miasta w Pekinie (2 lutego)
- 1422 – wojska księstwa Mediolanu pokonały szwajcarskie kantony w bitwie pod Arbedo (30 czerwca)
- 1423 – Statut warcki (28 października)
- 1423–1424 – Sobór w Sienie zwany heretyckim
- 1424 – przegrana Francuzów z Anglikami w bitwie pod Verneuil w Normandii (17 sierpnia)
- 1425 – Masaccio, stworzył fresk w kościele Santa Maria Novella we Florencji, z przedstawieniem Trójcy Przenajświętszej, w otoczeniu Maryi, św. Jana (Ewangelisty) i pary fundatorów
- 1426 – Wojny husyckie: zwycięstwo husytów nad krzyżowcami w bitwie pod Uściem (16 czerwca)
- 1427 – Portugalczycy odkrywają Wyspy Azorskie
- 1428 – w Ferrarze zawarto pokój pomiędzy Wenecją i Mediolanem (18 kwietnia)
- 1429 – Joanna d’Arc podczas wojny stuletniej prowadzi wojska francuskie do zwycięstwa nad Anglikami
- około 1430 – opuszczono ostatnią osadę (założoną przez wikingów w X w.) na Grenlandii
- 1431–1438 – Sobór w Bazylei
- 1432 – w Grodnie odnowiono unię polsko-litewską (15 października)
- 1433 – w bitwie pod Hiltersried rycerstwo z Palatynatu rozgromiło wojska Husytów (21 września)
- 1434 – położono kamień węgielny pod budowę katedry św. Piotra i Pawła w Nantes (14 kwietnia)
- 1435 – flota genueńska rozbiła flotę aragońską w bitwie pod Ponzą (5 sierpnia)
- 1436 – papież Eugeniusz IV dokonał poświęcenia katedry Santa Maria del Fiore we Florencji (25 marca)
- 1437 – Malmö w Szwecji uzyskało prawa miejskie (23 kwietnia)
- 1438 – bitwa pod Bielewem, w której chan Olug Mohammed pokonał wojska moskiewskie i założył Chanat Kazański (5 grudnia)
- 1439 – została ogłoszona Unia florencka na soborze zwołanym przez papieża Eugeniusza IV (6 lipca)
- 1440 – Władysław Warneńczyk został koronowany na króla Węgier w Białogrodzie Królewskim (17 lipca)
- 1441 – założono angielską szkołę Eton College (24 czerwca)
- 1442 – w bitwie nad rzeką Jałomnicą János Hunyady pokonał wojska tureckie (6 września)
- 1443 – wystąpienie Jerzego Kastrioty (Skanderbega) przeciwko władzy Imperium Osmańskiego w Albanii (28 listopada)
- 1444 – bitwa pod Warną, w której zginął Władysław III Warneńczyk (10 listopada)
- 1445 – Portugalczycy odkrywają Wyspy Zielonego Przylądka
- 1446 – w Korei opublikowano alfabet hangul (9 października)
- 1447 – w Mediolanie proklamowano Republikę Ambrozjańską (14 sierpnia)
- 1448 – Bitwa na Kosowym Polu zakończona klęską wojsk węgierskich wobec Turków (17 października)
- 1449 – chiński cesarz Zhu Qizhen został pokonany i ujęty przez Ojratów pod wodzą Esena  (1 września). Koniec militarnej przewagi dynastii Ming nad koczownikami
- 1450 – Jan Gutenberg wynajduje druk
- 1451 – po śmierci ojca, Murada II i pozbyciu się pozostałych pretendentów sułtanem został Mehmed, przyszły zdobywca Konstantynopola (3 lutego)
- 1452 – zostaje wydana pierwsza książka za pomocą druku (przy użyciu czcionki ruchomej) – Biblia Gutenberga (30 września)
- 1453
  - zdobycie Konstantynopola przez Imperium Osmańskie (29 maja)
  - zakończyła się wojna stuletnia
- 1454–1466 – wojna trzynastoletnia Polski z zakonem krzyżackim
- 1455–1485 – tzw. Wojna Dwóch Róż w Anglii
- 1455 – papież Mikołaj V bullę Romanus Pontifex, w której przyznawał królowi portugalskiemu Alfonsowi V, jego sukcesorom i infantowi Henrykowi prawo podboju nowych terenów w Afryce, walki z niewiernymi i monopol na handel (8 stycznia)
- 1456 – 25 lat po śmierci Joanny d’Arc papież Kalikst III unieważnił wyrok skazujący ją za czary, herezję, rozpustę i pychę (7 lipca)
- 1457 – w nocy doszło do bitwy morskiej u wybrzeży Bornholm w czasie wojny trzynastoletniej pomiędzy flotą polską (3 okręty kaperskie) a flotą duńską (16 okrętów) zakończona zwycięstwem Polaków (14/15 sierpnia)
- 1458 – Pius II został wybrany papieżem (19 sierpnia)
- 1459 – w Chebie został zawarty traktat między Królestwem Czech a Saksonią, w którym wytyczono wspólną granicę, jedną z najstarszych istniejących do dzisiaj w Europie (25 kwietnia)
- 1460 – w Moguncji wydano pierwszy drukowany słownik łaciński-grecki Catholicon
- 1461 – Mehmed II anektował Cesarstwo Trapezuntu (15 sierpnia)
- 1462 – nocny atak pod Târgoviște na turecki obóz wojsk wołoskich hospodara Włada Palownika (17 czerwca)
- 1463 – pożar zniszczył Tuluzę (7 maja)
- 1464 – w Brugii zwołano pierwsze holenderskie Stany Generalne (9 stycznia)
- 1465 – nierozstrzygnięta bitwa pod Montlhéry pomiędzy wojskami króla Francji Ludwika XI a oddziałami zbuntowanych wielkich panów feudalnych, zrzeszonych w tzw. Lidze Dobra Publicznego (16 lipca)
- 1466 – Pokój toruński (19 października)
- 1467 – w Lhotce pod Rychnovem odbył się pierwszy synod gmin braci czeskich (26 marca)
- 1468 – wojska węgierskie pod wodzą króla Macieja Korwina zaatakowały i po dwóch dniach zdobyły i spaliły czeskie miasto Třebíč (12 maja)
- 1469
  - pierwsza pisemna wzmianka o bilardzie
  - Wojna o krowę (15 lipca)
- 1470 – Wojna Dwóch Róż: zwycięstwo Yorków w bitwie pod Losecote Field (12 marca)
- 1471–1472 – w Gwinei, na Złotym Wybrzeżu Portugalczycy budują silną faktorię wojskową
- 1472 – Szkocja anektowała należące do Norwegii Orkady i Szetlandy (20 lutego)
- 1473 – Bitwa pod Başkentem: przywódca imperium osmańskiego Mehmed II Zdobywca pokonał federację mongolskich i tureckich plemion, zwaną „Białą Owcą Turkmeńską”, pod wodzą Uzun Hasan ibn ‘Ali (11 sierpnia)
- 1474 – Wojna szwajcarsko-burgundzka: zwycięstwo Szwajcarów w bitwie pod Héricourt (13 listopada)
- 1475 – w Augsburgu wydano pierwszą drukowaną ilustrowaną Biblię; (wydawca: Jodocus Pflanzmann)
- 1476 – zwycięstwo wojsk szwajcarskich nad burgundzkimi w bitwie pod Grandson (2 marca)
- 1477 – Jan z Kolna (Jan Scolnus lub Scolvus) dopływa do Labradoru
- 1478 – Turcy osmańscy zdobyli albańską twierdzę Kruja
- 1479
  - unia Kastylii i Aragonu
  - Traktat w Acáçovas przyznający Portugalii wszystkie wyspy atlantyckie z wyjątkiem Wysp Kanaryjskich
- 1480 – armia tatarska dowodzona przez chana Wielkiej Ordy Achmata ruszyła na Moskwę, aby wymusić na jej władcy zaległą daninę (11 listopada)
- 1481 – w trzęsieniu ziemi na wyspie Rodos na Morzu Egejskim zginęło około 30 tys. osób (3 maja)
- 1482 – Portugalczycy założyli São Jorge da Mina (obecnie Elmina w Ghanie), pierwszą europejską osadę w Zachodniej Afryce (21 stycznia)
- 1483 – Gran Canaria została przyłączona do Korony Kastylii (29 kwietnia)
- 1484 – papież Innocenty VIII wydał potępiającą czary bullę Summis desiderantes affectibus (5 grudnia)
- 1485 – Wojna Dwóch Róż: bitwa pod Bosworth Field między Henrykiem Tudorem a Ryszardem III i Yorkami (22 sierpnia). Ryszard III został zabity przez Henryka Tudora, przyszłego króla Anglii
- 1486 – elektorzy Rzeszy wybrali Maksymiliana I Habsburga na króla Niemiec (16 lutego)
- 1487 – ukazał się Młot na czarownice
- 1488 – Bartolomeu Dias odkrył Przylądek Dobrej Nadziei, płynąc wzdłuż zachodnich brzegów Afryki i opłynął jej południowy kraniec, prawdopodobnie jako pierwszy Europejczyk od starożytności (3 lutego)
- 1489 – król Francji Karol VIII uznał niepodległość Monako (25 lutego)
- 1490 – węgierska szlachta obwołała królewicza polskiego Jana Olbrachta królem Węgier (7 czerwca)
- 1491 – władca Konga Nzinga Nkuwu został ochrzczony przez Portugalczyków i przyjął imię Jan I (3 maja)
- 1492
  - wypędzenie Żydów i Maurów z Grenady w Hiszpanii (31 marca)
  - Krzysztof Kolumb odkrywa Amerykę (12 października)
- 1493 – druga wyprawa Krzysztofa Kolumba (25 września)
- 1494
  - Umowa w Tordesillas pomiędzy Hiszpanią a Portugalią (7 czerwca)
  - rozpoczęły się Wojny włoskie pomiędzy Francją a Habsburgami
- 1495 – wojska hiszpańskie pokonały Guanczów w drugiej bitwie w Wąwozie Acentejo. Było to ostateczne zwycięstwo konkwistadorów nad rdzenną ludnością Wysp Kanaryjskich (25 grudnia)
- 1496 – Giovanni Caboto (znany jako John Cabot) otrzymał od króla Anglii Henryka VII przywilej na eksplorację nieznanych lądów (5 marca)
- 1497 – nieudana wyprawa na Mołdawię króla Polski Jana I Olbrachta
- 1498
  - Vasco da Gama, okrążając Afrykę, dopływa do Indii (20 maja)
  - trzecia wyprawa Krzysztofa Kolumba (30 maja)
- 1499 – III wojna wenecko-turecka: turecka flota odniosła zdecydowane zwycięstwo w pierwszej bitwie koło Lepanto z flotą Wenecji (28 lipca)
- 1500
  - Pedro Álvares Cabral, żeglarz portugalski odkrywa Brazylię (22 kwietnia)
  - początki rewolucji cen w Europie

## Władcy Polskiw XV wieku
- 1386–1434: Władysław II Jagiełło
- 1434–1444: Władysław III Warneńczyk
- 1447–1492: Kazimierz IV Jagiellończyk
- 1492–1501: Jan Olbracht

## A

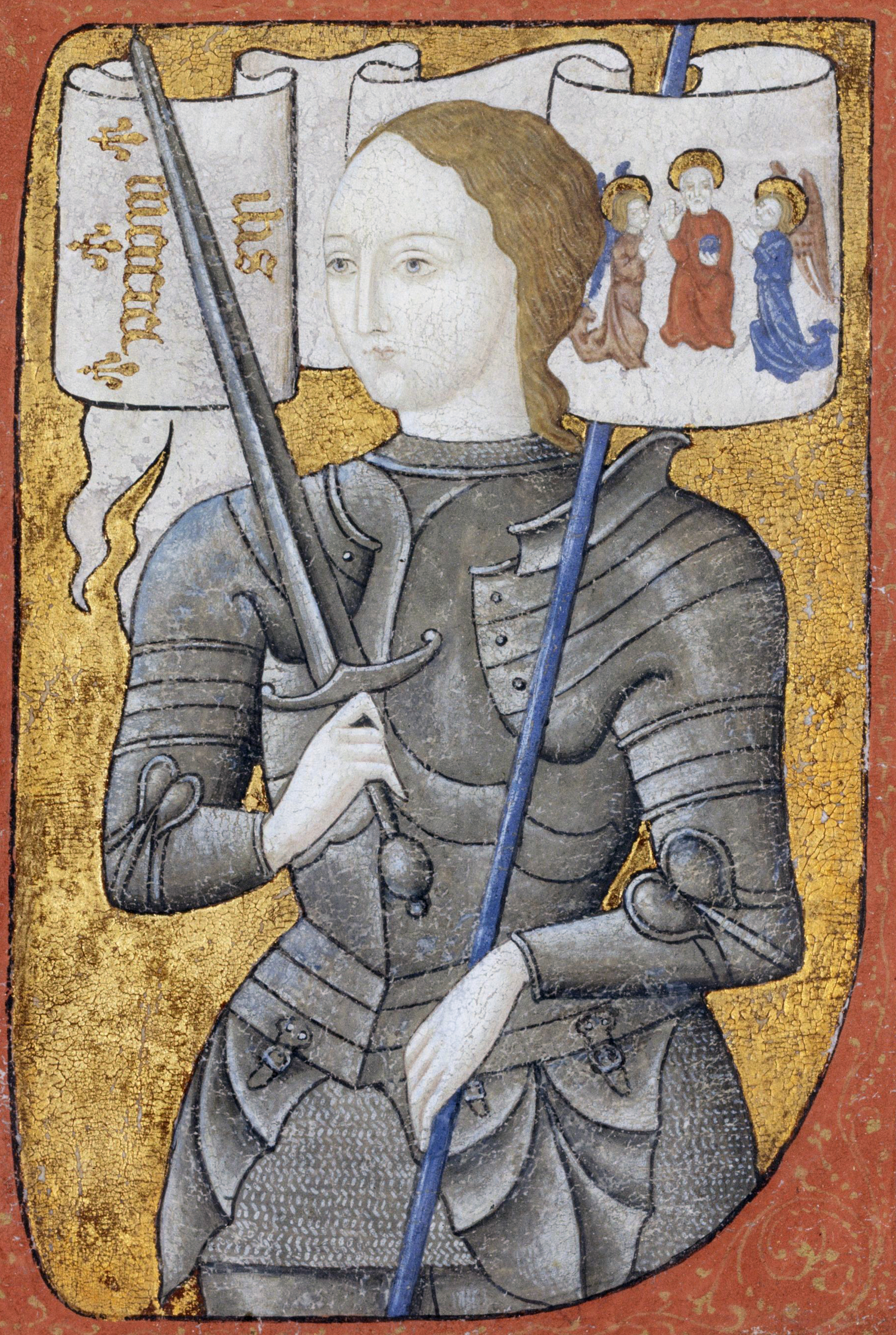
Joanna d’Arc

- Joanna d’Arc
- Afonso de Albuquerque

## B
- Fra Bartolomeo – malarz włoskiego renesansu
- Sandro Botticelli (1445–1510) – włoski malarz renesansu
- Sebastian Brant – niemiecki poeta
- Filippo Brunelleschi – włoski architekt
- Filippo Buonaccorsi (Kallimach) – włoski humanista i pisarz piszący po łacinie → patrz Filip Kallimach
- Marcin Bylica – (1433–1493), polski astronom i astrolog

## C
- John Cabot

## D
- Bartolomeu Dias – odkrywca portugalski
- Domenico da Piacenza

## F

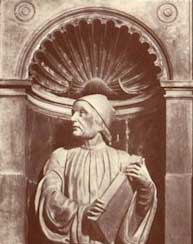
Marsilio Ficino

- Marsilio Ficino – filozof humanizmu

## G
- Estêvão da Gama (1430–1497) – portugalski możnowładca, ojciec Vasco da Gamy i Paulo da Gamy
- Paulo da Gama – odkrywca portugalski
- Vasco da Gama – odkrywca portugalski
- Domenico Ghirlandaio – malarz florencki z okresu quattrocento
- Johannes Gutenberg – wynalazca druku – Biblia Gutenberga

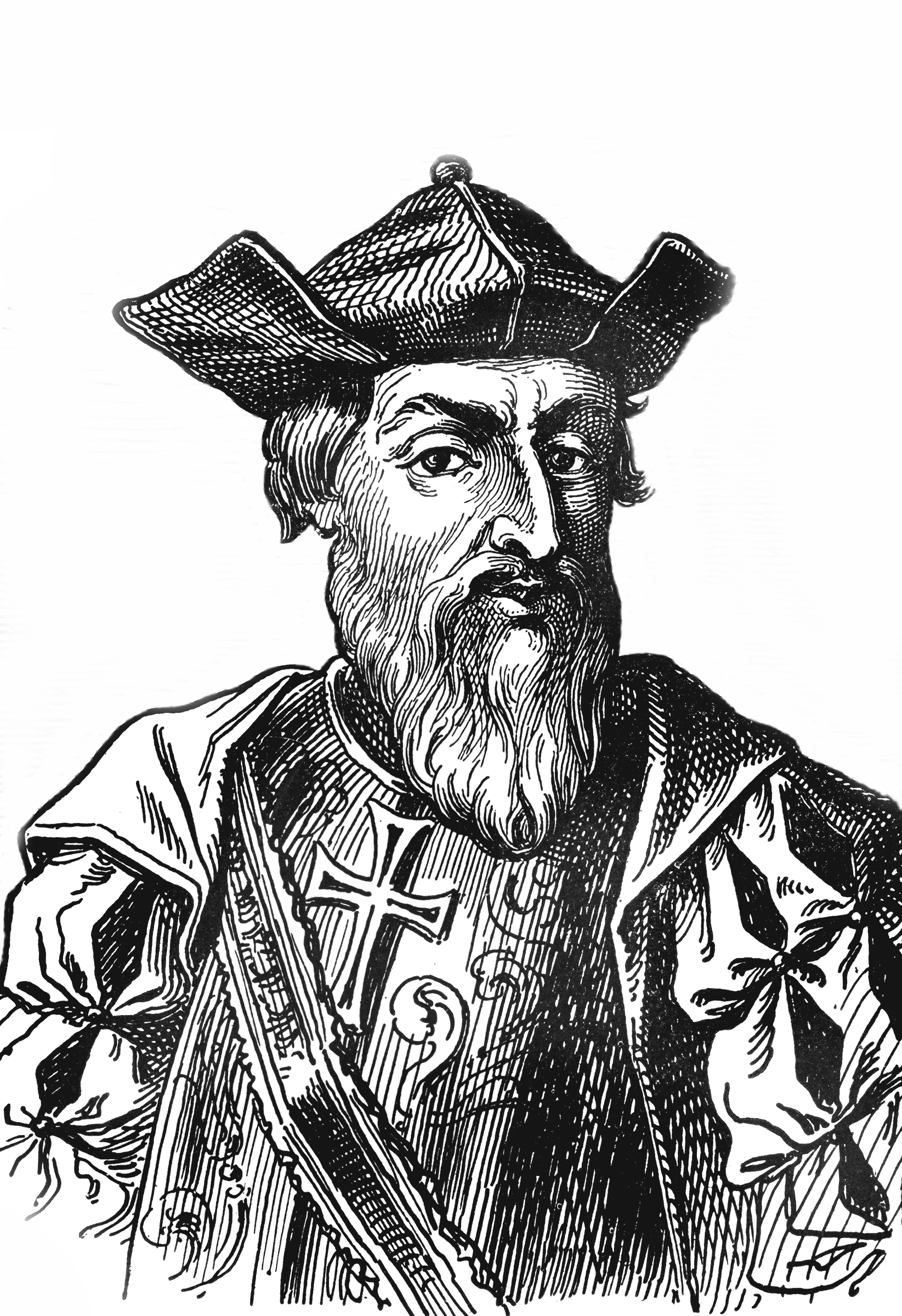
Vasco da Gama

## K
- Filip Kallimach właśc. Filippo Buonaccorsi – włoski humanista i pisarz piszący po łacinie
- Krzysztof Kolumb
- Piotr Kurozwęcki

## L

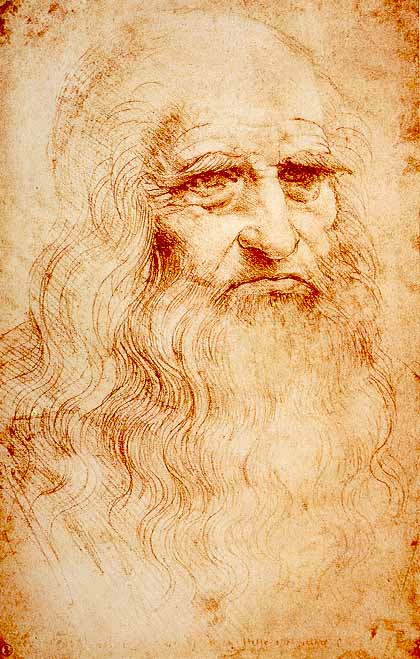
Leonardo da Vinci

- Leonardo da Vinci
- Fra Filippo Lippi – malarz włoski

## M
- Hans Memling – (1430–1494) – malarz niderlandzki niemieckiego pochodzenia
- Mikołaj Kopernik – odkrywca teorii heliocentrycznej

## O
- Jacob Obrecht – kompozytor flamandzki

## P

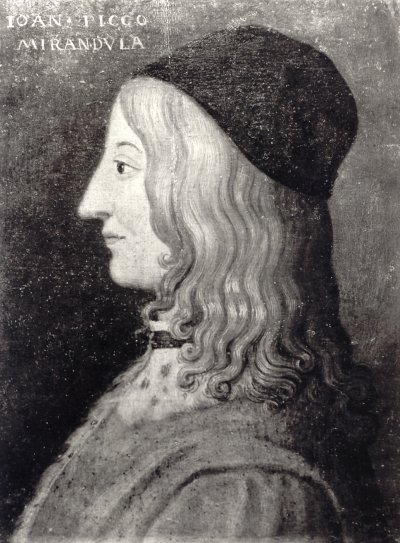
Giovanni Pico della Mirandola

- Giovanni Pico della Mirandola – uczony włoski

## S

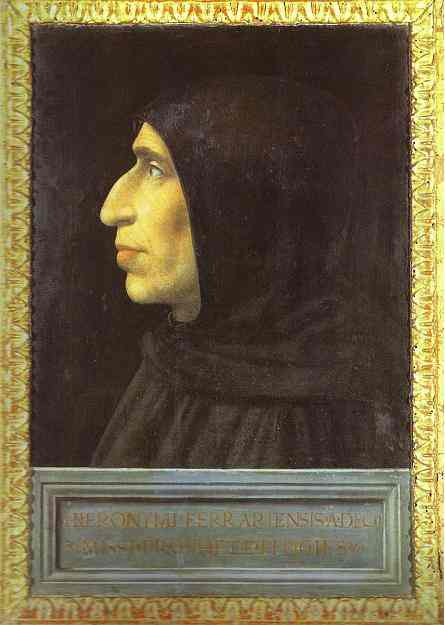
Girolamo Savonarola

- Girolamo Savonarola

## T
- John Talbot – wielki wódz angielski
- Tomás de Torquemada – wielki inkwizytor

## Z
- Stefan Zápolya